# スラックアタック
スラックアタック(THRaKaTTaK)は、1996年に発表されたキング・クリムゾンのライヴ・アルバム。
1995年10月に行われた日本ツアーと全米ツアーの「THRAK」の中のインプロヴィゼーション部分を編集してアルバム一枚分にまで拡大し、冒頭と末尾を「THRAK」で挟む構成になっている。

## 収録曲
1. スラック - THRAK
2. フィアレス・アンド・ハイリー・スラックト - Fearless and Highly THRaKKed
3. マザー・ホールド・ザ・キャンドル・ステディ・ホワイル・アイ・シェイブ・ザ・チキンズ・リップ - Mother Hold The Candle Steady While I Shave The Chicken's Lip
4. スラックアタック（パート１） - THRaKaTTaK Part I
5. ザ・スローター・オブ・ジ・イノセンツ - The Slaughter Of The Innocents
6. ティス・ナイト・ウーンズ・タイム - This Night Wounds Time
7. スラックアタック（パート２） - THRaKaTTaK Part II
8. スラック（リプライズ） - THRAK reprise

## 参加ミュージシャン
- ロバート・フリップ - Guitar, Soundscapes
- エイドリアン・ブリュー - Guitar
- トレイ・ガン - Warr Guitar
- トニー・レヴィン - NS Electric Upright Bass
- パット・マステロット - Acoustic & Electronic Percussions
- ビル・ブルーフォード - Acoustic & Electronic Percussions and Marimba